# Cirrhicera leuconota
Cirrhicera leuconota là một loài bọ cánh cứng trong họ Cerambycidae.